# Proechimys goeldii
Proechimys goeldii is een zoogdier uit de familie van de stekelratten (Echimyidae). De wetenschappelijke naam van de soort werd voor het eerst geldig gepubliceerd door Thomas in 1905.

## Voorkomen
De soort komt voor in Brazilië en Colombia.